# Rui Afonso
Rui Pedro da Silva Afonso, geralmente conhecido como Rui Afonso (25 de novembro de 1979), é um bancário e político português. Atualmente, exerce as funções de deputado à Assembleia da República e presidente da distrital do Porto do CHEGA.

## Atividade política
Rui Afonso substituiu José Lourenço como presidente da Distrital do CHEGA no Porto após a demissão deste, a 27 de janeiro de 2021. A campanha da lista encabeçada por Rui Afonso nas eleições para a Distrital do Porto que se seguiram, agendadas para 6 de março, foi marcada por acusações de censura às listas concorrentes. As acusações circularam num vídeo enviado aos militantes, no qual um homem usando uma máscara de Guy Fawkes, normalmente associada ao grupo Anonymous, afirmava que "Indivíduos sem escrúpulos, infiltrados na distrital do Porto, com interesses e agendas pessoais, dominam tudo o que são páginas oficiais do partido no distrito do Porto, nas redes sociais, limitando e filtrando informação aos militantes. Exemplo disso: banindo e censurando a apresentação de outras listas e candidatos nestas eleições". Membros das três listas concorrentes à liderança do Porto deram como exemplo "gritante" o caso da página oficial do Chega em Vila Nova de Gaia, na qual sempre que a página oficial da lista "Unir o Porto", de Rui Afonso, partilhava alguma coisa nas redes sociais, a concelhia do partido partilhava, enquanto nenhum conteúdo de campanha das restantes listas era partilhado.
Em abril de 2021 foi gravado em vídeo em conversa com José Lourenço no autocarro da comitiva do CHEGA/Porto, na qual este se referia a Cristina Carvalho, dirigente da distrital de Lisboa e conselheira nacional do partido, como prostituta do Elefante Branco. O caso foi encaminhado para o Conselho de Jurisdição nacional do CHEGA e à Comissão de Ética do partido. Rui Afonso disse, em sua defesa, que o insulto não havia partido dele.
É defensor de algumas das propostas mais polémicas do partido, como a prisão perpétua e a castração química de pedófilos.
É membro do Conselho Nacional do Chega. Integrou a lista do partido ao Porto nas eleições autárquicas de 2021, sendo deputado à Assembleia Municipal naquele município.

### XV Legislatura
A 30 de janeiro de 2022, Rui Afonso foi eleito deputado à Assembleia da República pelo CHEGA, pelo círculo eleitoral do Porto.

#### Comissões Parlamentares
- Comissão de Orçamento e Finanças;
- Comissão de Economia, Obras Públicas, Planeamento e Habitação [suplente];
- Comissão de Trabalho, Segurança Social e Inclusão [suplente].

## Episódio parlamentar e o "dicionário da Wikipédia"
A 26 de Outubro de 2022, durante a sua intervenção no Parlamento, sobre o Orçamento do Estado para 2023, o deputado afirmou que esse mesmo orçamento ficaria para sempre associado à palavra "austeridade", e fez questão de explicar o conceito, servindo-se do que chamou de "dicionário da Wikipédia", o que causou gargalhadas entre os restantes deputados e ministros.
Usando também a Wikipédia como fonte, e baseado numa edição vandalizada do artigo austeridade, mencionou o governo de António Costa como um dos exemplos de governos austeros. 

### Sketch humorístico na SIC
A intervenção parlamentar, de 26 de Outubro de 2022, foi um dos tópicos do programa humorístico Isto é Gozar com Quem Trabalha, da SIC, que esclareceu que a Wikipédia, além de não ser um simples dicionário, também não é fonte primária de conhecimento, podendo ser facilmente editada. Para demonstrá-lo, adicionou frases ao artigo, rematando com a palavra "piaçaba". 
Na verdade, o programa simulou as alterações, porém, houve quem realmente aproveitasse para vandalizar o artigo em português e em inglês, com mais de 150 edições em cerca de 8 horas.